# Ptolemaios XI
Ptolemaios XI Alexander II, död 80 f.Kr., var kung av det ptolemeiska riket i några dagar under år 80 f.Kr..
Ptolemaios XI var son till Ptolemaios X och Kleopatra Selene I eller Berenike III. Han gifte sig med Berenike III och mördade henne, varefter han själv mördades. 